# Vasilios Barkas
Vasilios Barkas (30 de maio de 1994) é um futebolista profissional grego que atua como goleiro.

## Carreira

### Atromitos
Vasilios Barkas se profissionalizou no Atromitos.

### AEK Atenas
Vasilios Barkas se transferiu para o AEK Atenas, em 2016.

## Títulos
AEK Atenas
- Superliga Grega: 2017–18